# Phillip Dutton
Pour les articles homonymes, voir Dutton.
Phillip Dutton (né le 13 septembre 1963 à Nyngan) est un cavalier australien de concours complet d'équitation, médaillé aux Jeux olympiques de 2000. Il concourt désormais pour les États-Unis.